# Jedwabnictwo

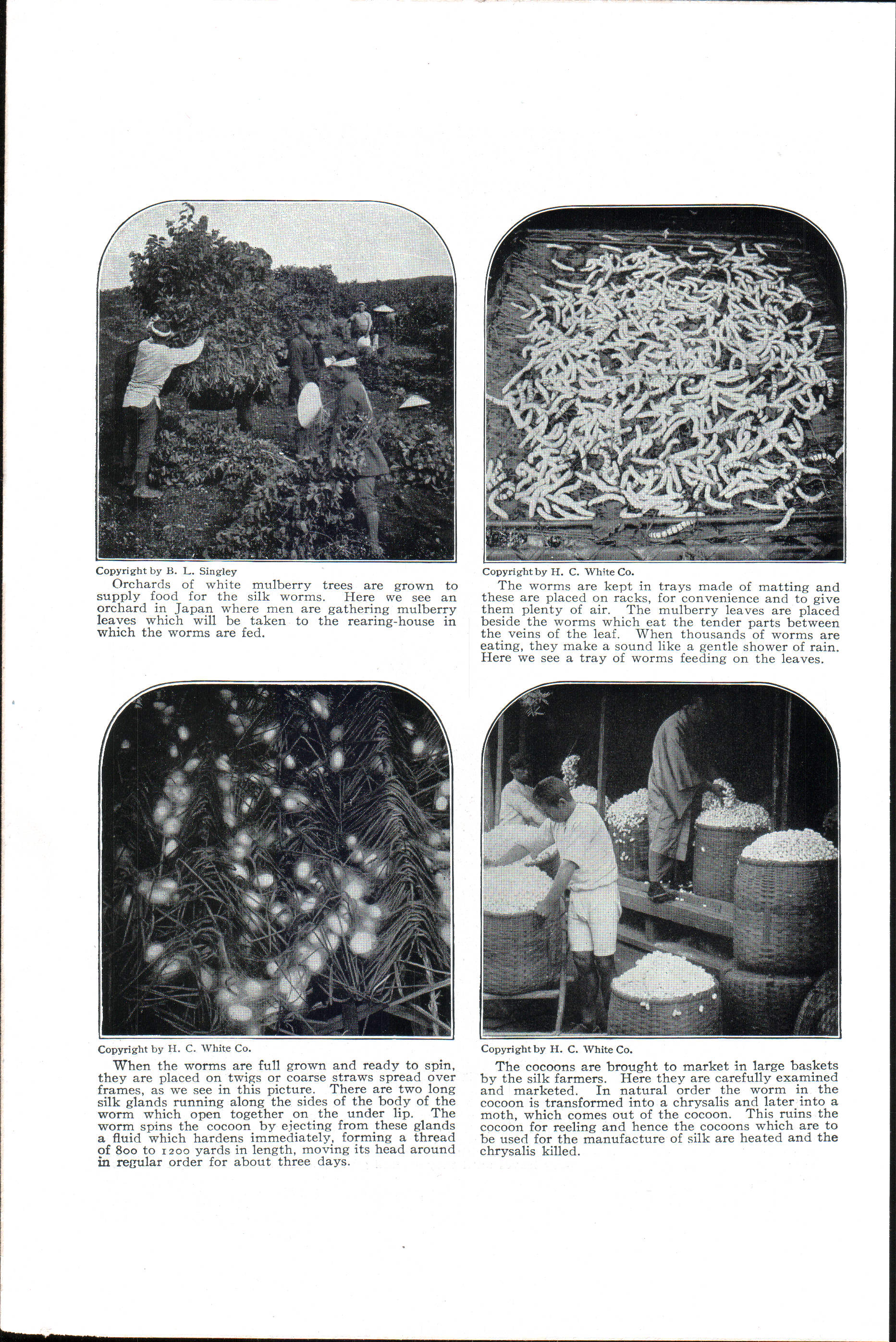
Różne fazy produkcji jedwabiu na początku XX wieku

Jedwabnictwo – dział rolnictwa zajmujący się uprawą morwy na potrzeby produkcji oprzędów jedwabników oraz rzemiosło zajmujące się obróbką tych oprzędów i wytwarzaniem z nich jedwabiu.